# Склерофітні чагарники Галапагоських островів
Склерофітні чагарники Галапагоських островів (ідентифікатор WWF: NT0307) — неотропічний екорегіон пустель і склерофітних чагарників, розташований на Галапагоських островах в Тихому океані.

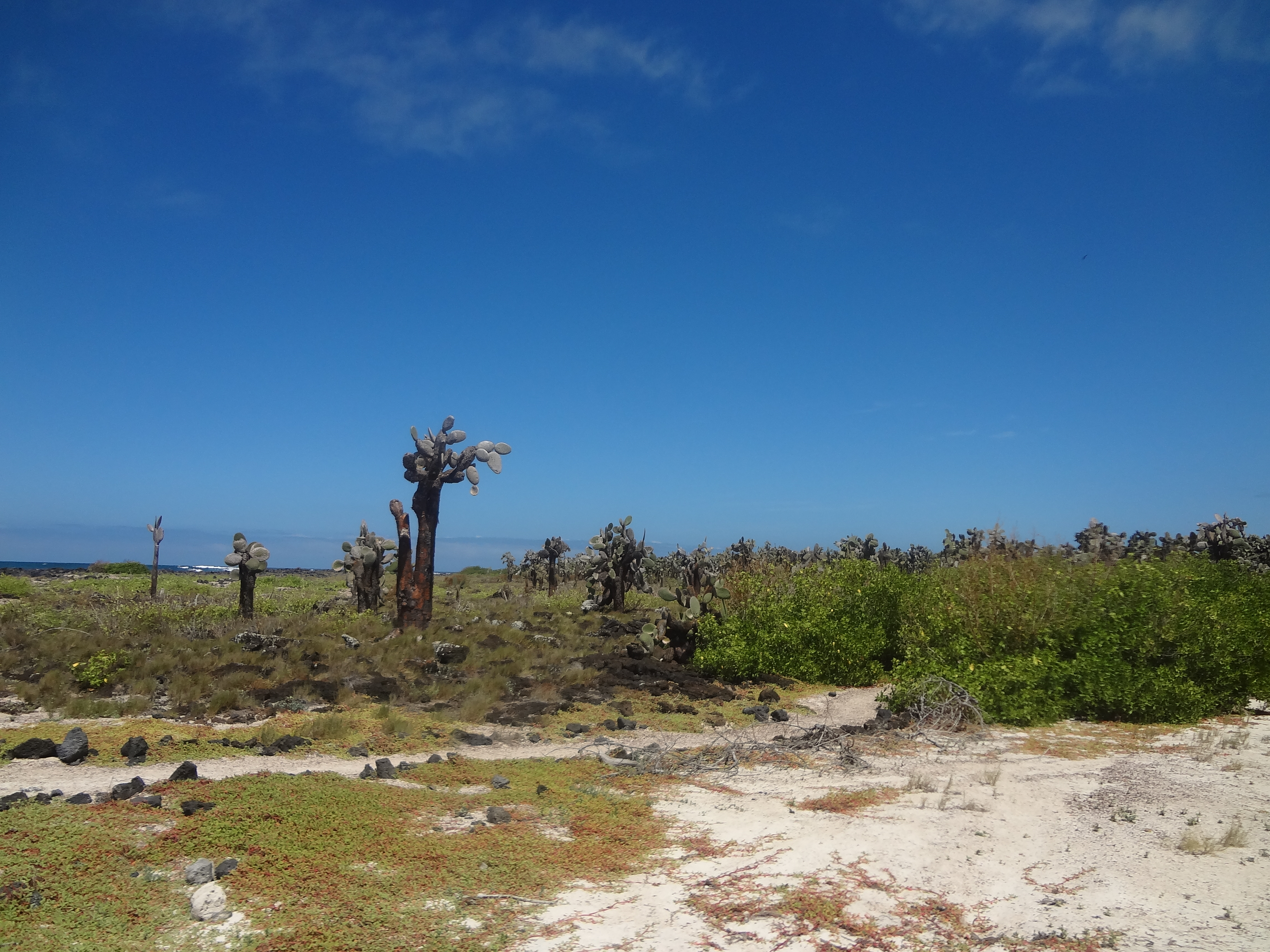
Узбережжя затоки Тортуга (затока) на острові Санта-Крус

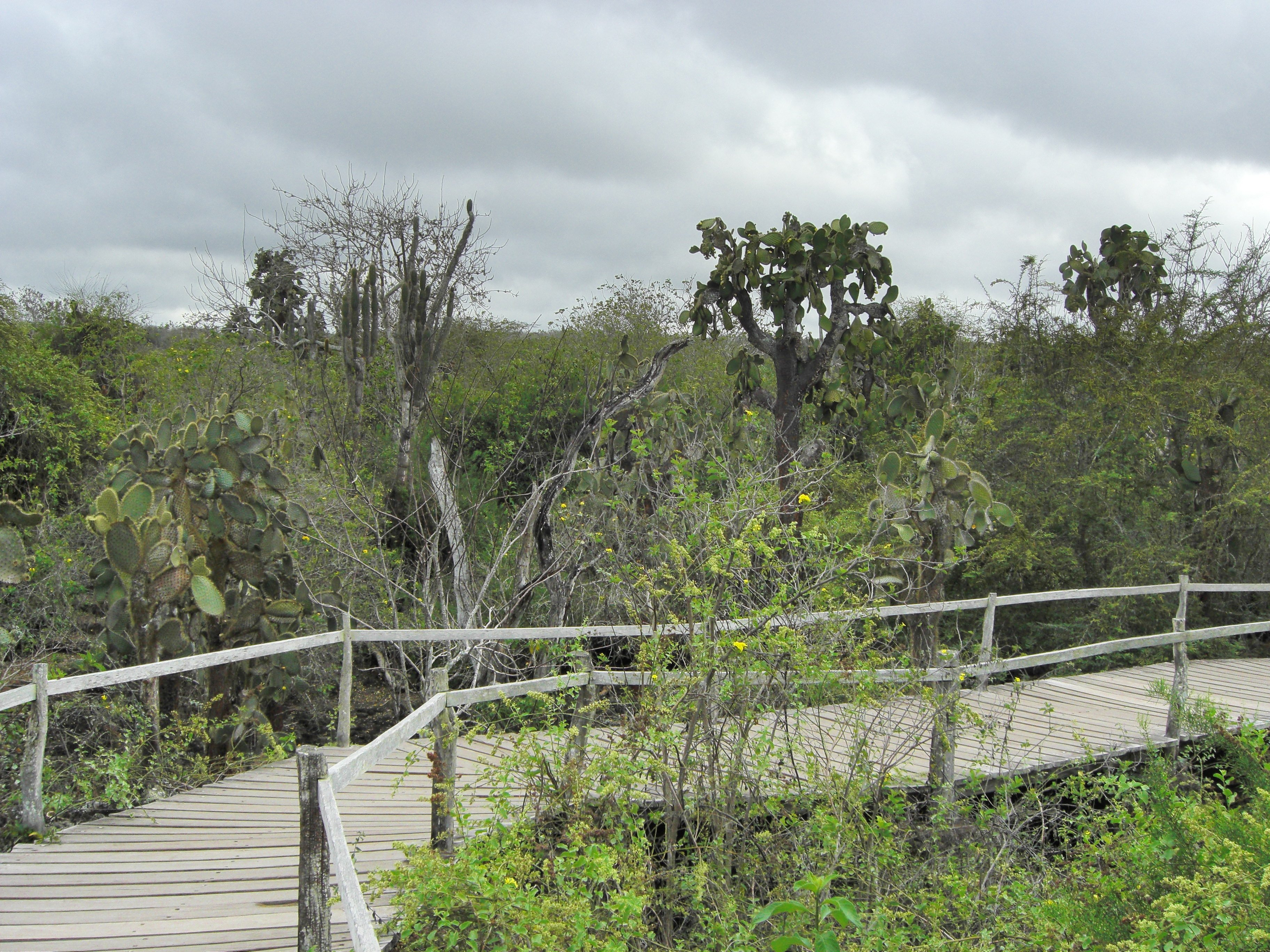
Кактусові чагарники на острові Санта-Крус

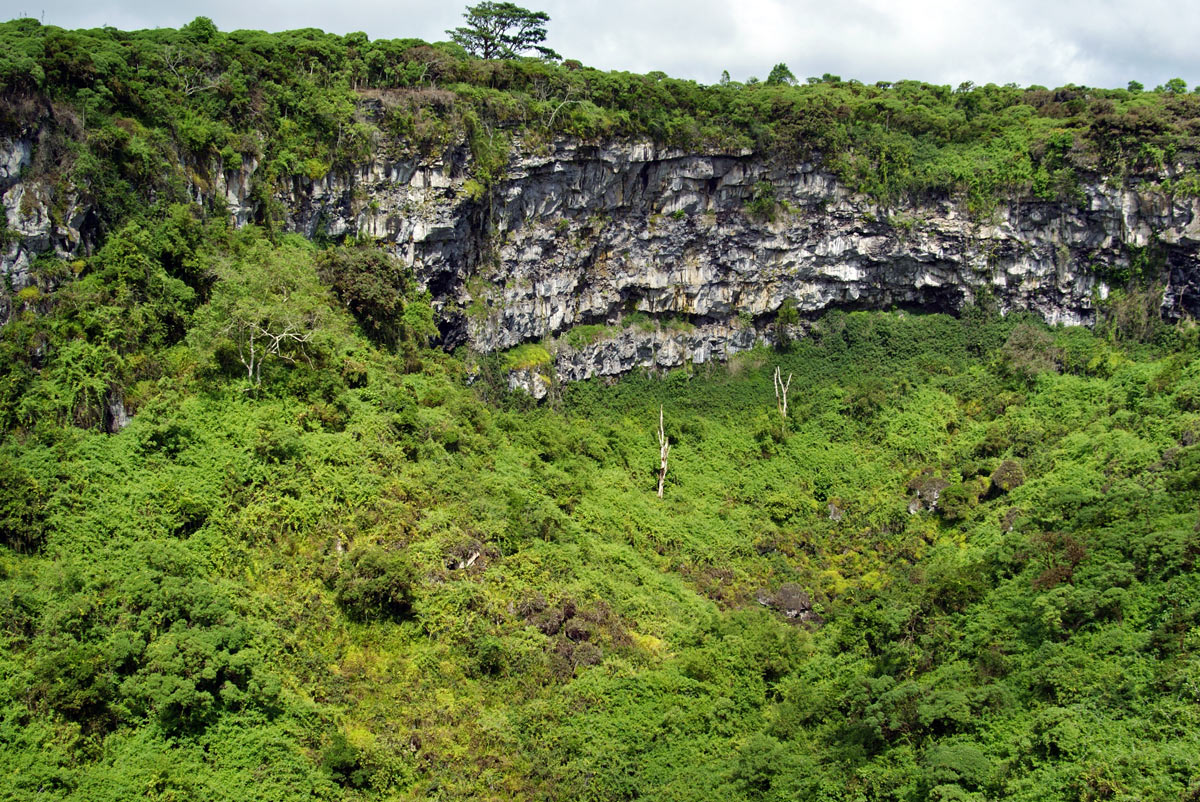
Чагарники скалезії у високогір'ях острова Санта-Крус

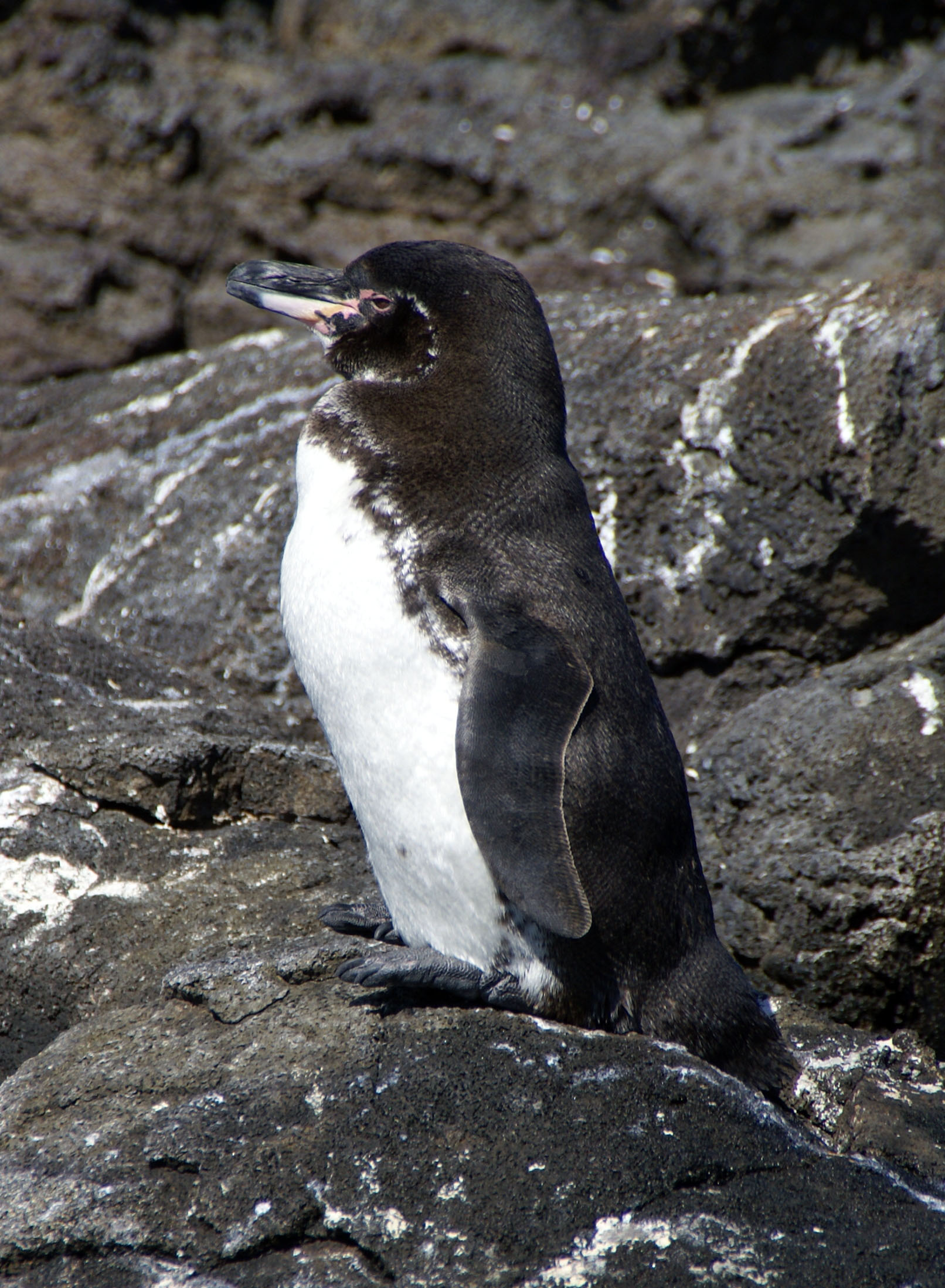
Галапагоський пінгвін (Spheniscus mendiculus)

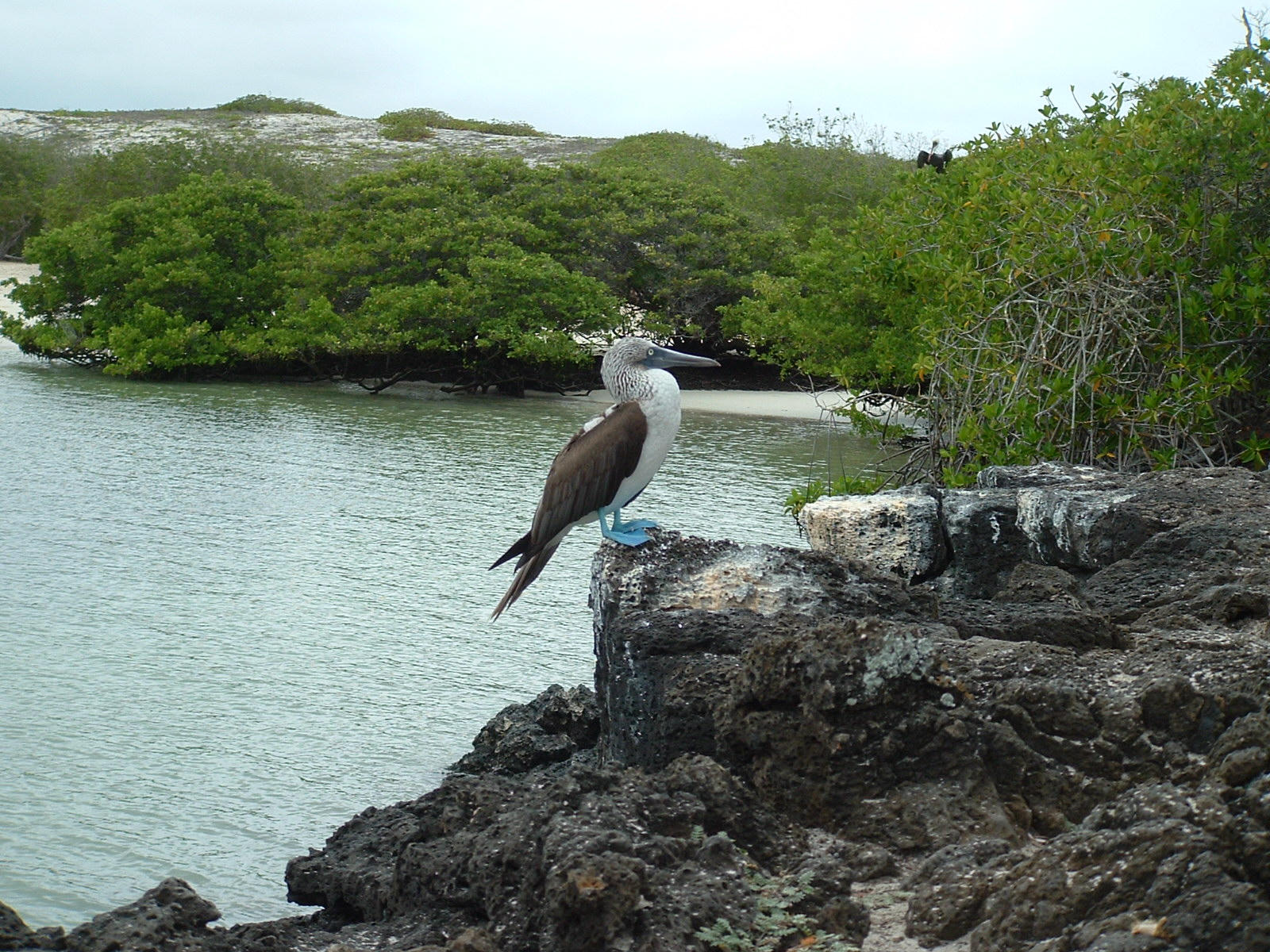
Блакитнонога сула (Sula nebouxii) у мангровому лісі

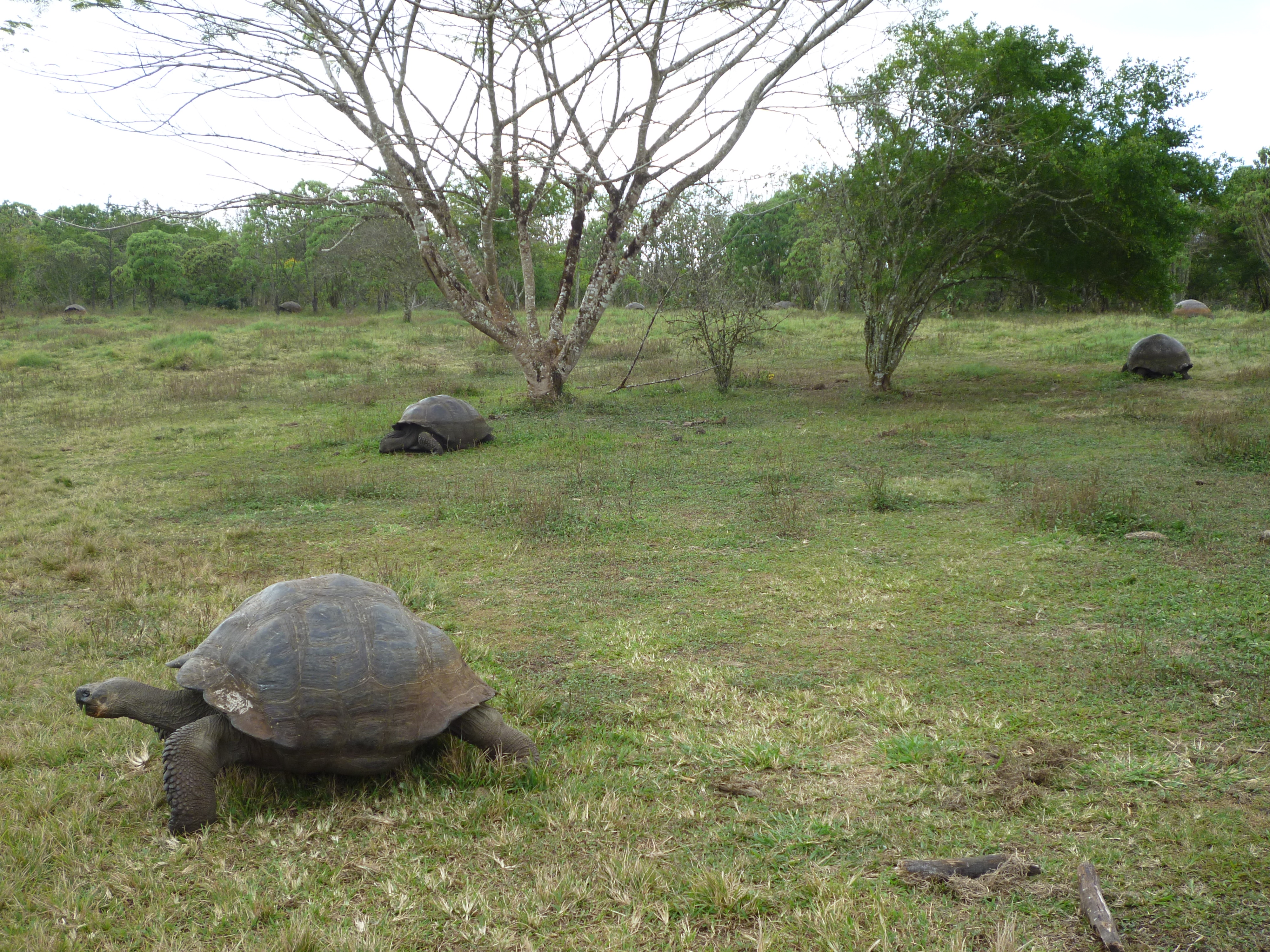
Галапагоські черепахи (Geochelone nigra)

## Географія
Екорегіон склерофітних чагарників Галапагоських островів охоплює Галапагоські острови, розташовані в Тихому океані приблизно за 960 км на захід від Південної Америки. Адміністративно Галапагоський архіпелаг є частиною Еквадору. Він складається зі 128 островів, зокрема з 13 великих островів площею понад 10 км², 19 островів площею понад 1 км², 42 острівців площею менше 1 км² та кількох десятків невеликих скель. Найбільшим островом архіпелагу є Ісабела площею 4588 км², на якій розташована найвища вершина регіону — вулкан Вулф заввишки 1707 м. Загальна площа суходолу на Галапагосах становить 8032 км².
Галапагоські острови мають вулканічне походження. Вони утворилися внаслідок діяльності Галапагоської гарячої точки. Східні острови, як правило, є більш старшими, і утворилися від 3 до 6 мільйонів років тому, тоді як молоді острови на заході архіпелагу утворилися менше 1 мільйона років тому. З геологічної точки зору основу Галапагоських островів складають базальти та інші вулканічні породи, такі як пемза, вулканічний попіл та туф. Вулканічна активність в регіоні триває. На островах зустрічаються численні кратерні озера, лавові поля, лавові труби, фумароли та сірчані джерела. Ґрунти, як правило, молоді та тонкі.
Чотири острови — Ісабела, Санта-Крус, Сан-Кристобаль та Флореана — мають постійне населення, а на острові Бальтра є військова база. Загалом на Галапагоських островах проживає близько 33 000 людей. Обмежуючим фактором для людей в регіоні є наявність прісної води. Лише на Сан-Кристобалі є постійні водойми, а на Санта-Крусі і Флореані є сезонні джерела. На всіх населених островах є солонуваті водойми.

## Клімат
На більшій частині Галапагоських островів переважає саванний клімат (Aw за класифікацією кліматів Кеппена), напівпустельний клімат (BSh за класифікацією Кеппена) або пустельний клімат (BWh за класифікацією Кеппена). На клімат регіону впливають океанічні течії, які зміщуються протягом року.
З травня по грудень в регіоні триває сухий або туманний сезон, який є результатом впливу прохолодної Перуанської течії або Течії Гумбольдта. Він характеризується зниженням температури та кількості опадів. У цю пору року, особливо у високогір'ях, часто трапляються сильні тумани та мряка, відомі як гаруа. Серпень, як правило, є найхолоднішим та найсухішим місяцем на Галапагосах: температура в цей час опускається до 18 °C, а опадів випадає лише 5 мм.
З грудня по травень в регіоні триває спекотний та вологий сезон. Він є результатом впливу теплої Панамської течії, яка зміщується у цей час південніше. Березень, як правило, є найтеплішим та найвологішим місцем в регіоні: температура в цей час підіймається до 30 °C, а опадів випадає близько 80 мм.
Температура та кількість опадів на Галапагоських островах залежать від висоти над рівнем моря, внаслідок чого на високих островах спостерігається велике різноманіття мікрокліматів. Зі збільшенням висоти на кожні 100 м температура в середньому опускається на 0,9 °C, а кількість опадів збільшується. В середньому, на Галапагоських островах на рівні моря середньорічна кількість становить 356 мм, а на висоті 2000 м над рівнем моря — приблизно 1092 мм.
Підйом холодних глибинних вод на поверхню, спричинений Перуанською течією, збагачує навколишні води великою кількістю поживних речовин. Це призводить до збільшення кількості планктону, який є основою харчового ланцюга у морі навколо Галапагосів. Цей процес порушується приблизно кожні сім років через появу Ель-Ніньйо, який призводить до збільшення температури води та до зменшення біологічної продуктивності. У цей період птахи, плазуни та ссавці, життя яких залежить від океану, дуже страждають, у той час як популяції наземних тварин і рослин збільшуються як результат різкого підвищення кількості опадів. Підйом холодних глибинних водних мас (апвелінг) особливо важливий для галапагоських пінгвінів та бакланів. У роки Ель-Ніньо багато з цих птахів взагалі не розмножуються, однак у сприятливі роки вони можуть мати більше ніж одне пташеня.

## Флора
На більшій частині Галапагоського архіпелагу переважає напівпустельна рослинність — склерофітні луки, чагарники та сухі тропічні ліси. У високогір'ях деяких островів, де температури більш низькі, а опадів випадає більше, поширені вологі ліси та чагарники, а на найвищих гірських вершинах — гірські луки.
У захищених прибережних затоках і лагунах Галапагоських островів зустрічаються мангрові зарості. Їх основу складають червоні мангри (Rhizophora mangle), чорні мангри (Avicennia germinans), білі мангри (Laguncularia racemosa) та прямі конусоплідні мангри (Conocarpus erectus).
У вузькій смузі прибережних низовин поширені невисокі чагарники та трави, стійкі до посухи та солоних бризок. Серед чагарників, поширених у приморській зоні, слід відзначити перуанське монте-саладо (Cryptocarpus pyriformis) та восьмикуту тріцерму (Tricerma octogonum), а серед трав'янистих рослин — прибережні кручені паничі (Ipomoea pes-caprae) та прибережний портулак (Sesuvium portulacastrum), які широко поширені в тропічних районах по всьому світу, а також ендемічний галапагоський портулак (Sesuvium edmonstonei). Ці рослини виконують важливу екологічну роль, стабілізуючи корінням прибережні дюни. 
Посушлива зона розташована за смугою прибережних низовин і простягається на висоту до 200 м над рівнем моря або вище. Вона займає більшу частину Галапагоського архіпелагу. У цій зоні зростають дерева, кущі, кактуси та трави, пристосовані до посушливих умов. Серед дерев, поширених у посушливій зоні Галапагосів, слід відзначити запашну бурзеру або пало-санто (Bursera graveolens) та галапагоську пізонію (Pisonia floribunda), а також ендемічних галапагоських гуаяв (Psidium oligospermum) та м'яколистих бурзер (Bursera malacophylla), які зустрічаються лише на островах Сеймур-Норте, Бальтра та Дафне-Майор. Серед поширених у цій зоні кактусів слід відзначити кілька ендемічних видів опунцій (Opuntia spp.), зокрема колючу деревоподібну опунцію (Opuntia echios) та опунцію Геллера (Opuntia helleri), а також ендемічних жасміноцереусів (Jasminocereus spp.) та лавових кактусів (Brachycereus nesioticus). Серед невисоких чагарників, поширених у посушливій зоні, слід відзначити галапагоську кастелу (Castela galapageia) та різні види ендемічних галапагоських білоплідників (Lecocarpus spp.), а серед трав'янистих рослин — смердючу пасифлору (Passiflora foetida), галапагоський томат (Solanum galapagense) та кілька ендемічних видів пустельної м'яти (Tiquilia spp.) та молочаю (Euphorbia spp.).
На великих гористих островах на висоті від 200 до 300 м над рівнем моря спостерігається перехідна зона між посушливою та вологою зонами. На низьких висотах перехідної зони зростають галапагоські пізонії (Pisonia floribunda) та галапагоські гуаяви (Psidium oligospermum), а ближче до вологої зони — галапагоські гуаяви (Psidium oligospermum) та різні види скалезій (Scalesia spp.).
Волога зона на Галапагоських островах охоплює гірські райони, розташовані на висоті понад 300 м над рівнем моря. Тут випадає більше опадів. ніж у низинах, а під час сухого сезону туман гаруа зменшує втрату вологи рослинами через випаровування та забезпечує деяку кількість води за рахунок конденсації. На висоті від 300 до 500 м над рівнем моря поширені ліси, у яких переважають різні види скалезій (Scalesia spp.), які виростають від 5 до 15 м заввишки. Цей ендемічний рід включає понад 20 видів, поширених на різних гористих островах архіпелагу. На висоті від 500 до 600 м над рівнем моря поширені зарості невисоких диких лаймів (Zanthoxylum fagara), а на висоті від 600 до 700 м над рівнем моря — чагарники галапагоської міконії (Miconia robinsoniana). На островах Санта-Крус та Сан-Кристобаль ці чагарники виростають до 3-4 м заввишки.
На найвищих гірських вершинах Галапагосів, які підіймаються на висоту понад 900 м над рівнем моря, поширені високогірні луки, відомі в регіоні як пампа. Тут зустрічаються різноманітні трави, папороті та мохи, а також 11 видів орхідей, зокрема ендемічні Cranichis lichenophila, Cyclopogon werffii, Epidendrum spicatum та Ponthieva insularis. Також ендеміком галапагоської пампи є галапагоська деревоподібна папороть (Cyathea weatherbyana), яка росте серед лавових труб та серед різноманітних тектонічних тріщин і ущелин.
Загалом на архіпелазі зустрічається близько 500 видів судинних рослин, зокрема 90 видів папоротей. Близько 180 видів судинних рослин є ендеміками екорегіону. Фактична кількість видів рослин, поширених в регіоні, постійно піддається сумніву через молодий геологічний вік архіпелагу. Багато рослин, здається, знаходяться в процесі еволюції, що ускладнює їх таксономічну класифікацію для ботаніків.

## Фауна
Галапагоський архіпелаг є домом для багатьох ендемічних видів плазунів, птахів, ссавців, наземних равликів та комах. Через геологічну молодість та значну ізольованість екорегіону видове різноманіття фауни тут є відносно низьким, однак рівень ендемізму на Галапагосах є одним з найвищих у світі. Більшість тварин, що зустрічаються тут, є ендеміками, що незвично навіть для найбільш фауністично різноманітних екорегіонів. Рівень ендемізму ще більш підвищується, якщо брати до уваги підвиди. Більшість ендеміків на Галапагосах представлені принаймні кількома підвидами, кожен з яких розвинув специфічну адаптацію до окремого острова.
Орнітофауна Галапагосів нараховує близько 100 видів птахів, з яких третина є ендеміками. На прибережних скелях та пляжах архіпелагу зустрічається 19 видів морських птахів, які гніздяться, відпочивають і виховують 
пташенят на островах, однак покладаються на навколишнє море як на джерело їжі. Характерним ендемічним морським птахом, поширеним на Галапагосах, є галапагоський пінгвін (Spheniscus mendiculus) — єдиний вид пінгвінів, який зустрічається в районі екватора і гніздиться в тропіках. 90 % популяції галапагоських пінгвінів (Spheniscus mendiculus) зосереджено на найзахідніших островах архіпелагу — Фернандіні та Ісабелі, повз яких проходить холодна течія Кромвеля. Окрім пінгвінів, на Галапагоських островах зустрічаються ще чотири види ендемічних морських птахів: галапагоські буревісники (Puffinus subalaris), галапагоські тайфунники (Pterodroma phaeopygia), нелітаючі галапагоські баклани (Phalacrocorax harrisi) та рідкісні темні мартини (Leucophaeus fuliginosus), популяція яких становить лише близько 1000 особин. 
Майже ендемічними представниками екорегіону є галапагоські альбатроси (Phoebastria irrorata). Ці птахи переважно гніздяться на острові Еспаньйола, однак невеликі популяції гніздяться на острові Геновеса та на невеликому острові Ісла-де-ла-Плата біля узбережжя Еквадору. Під час негніздового періоду галапагоські альбатроси, як і галапагоські тайфунники і буревісники, широко зустрічаються у водах Тихого океану біля узбережжя Америки. Також майже ендемічними представниками екорегіону є галапагоські мартини (Creagrus furcatus), які окрім Галапагосів, гніздяться лише на невеликому пустельному острові Мальпело, галапагоські качурки (Hydrobates tethys) та насканські сули (Sula granti). Серед інших морських птахів, поширених на Галапагоських островах, слід відзначити океанників Еліота (Oceanites gracilis), червонодзьобих фаетонів (Phaethon aethereus), блакитноногих сул (Sula nebouxii), червононогих сул (Sula sula), бурих крячків (Anous stolidus), строкатих крячків (Onychoprion fuscatus), тихоокеанських фрегатів (Fregata minor) та карибських фрегатів (Fregata magnificens), більшість з яких представлені ендемічними підвидами.
Багато морських птахів, поширених в регіоні, залежать від течій Кромвеля та Гумбольдта, які знижують температуру приповерхневих шарів води та підвищують морську продуктивність. Прибережні та коловодні птахи також користуються багатством прибережних вод. Серед них слід відзначити ендемічну галапагоську чаплю (Butorides sundevalli), яка має темне забарвлення, що дозволяє їй маскуватися серед темних лавових скель у припливній зоні, а також ендемічні підвиди білощокого шилохвоста Anas bahamensis galapagensis, червоного фламінго Phoenicopterus ruber glyphorhynchus, чорногорлого квака Nyctanassa violacea pauper, північної чаплі Ardea herodias cognata, бурого пелікана Pelecanus occidentalis urinator та американського кулика-сороки Haematopus palliatus galapagensis. Ендемічні галапагоські погоничі (Laterallus spilonota) зустрічаються на високогірних луках та у водно-болотних угіддях архіпелагу.
Наземні птахи на Галапагоських островах не такі численні, як морські та прибережні птахи, однак більшість із них є ендеміками. Схоже, що однією з найбільш помітних рис цих птахів є відсутність страху перед людьми. Цю безстрашність навіть зазначив Чарлз Дарвін у своїх нотатках під час відвідування архіпелагу у 1845 році. Серед хижих птахів, поширених на Галапагосах, слід відзначити рідкісного ендемічного галапагоського канюка (Buteo galapagoensis) та ендемічні підвиди американської сипухи Tyto furcata punctatissima і болотяної сови Asio flammeus galapagoensis. Серед інших птахів, що є ендеміками екорегіону, слід відзначити галапагоську зенаїду (Zenaida galapagoensis), галапагоського москверо (Pyrocephalus nanus), галапагоського копетона (Myiarchus magnirostris), галапагоського щурика (Progne modesta) та чотири види пересмішників: галапагоського пересмішника (Mimus parvulus), кампеонського пересмішника (Mimus trifasciatus), еспаньйольського пересмішника (Mimus macdonaldi) та сан-кристобальського пересмішника (Mimus melanotis), — які зустрічаються на різних островах. У мангрових лісах архіпелагу зустрічається майже ендемічний підвид золотистого пісняра-лісовика Setophaga petechia aureola. Ендемічні сан-кристобальські москверо (Pyrocephalus dubius) раінше зустрічалися на острові Сан-Кристобаль, однак наразі вимерли.
Крім того, ендеміками Галапагоських островів є 17 видів дрібних птахів з родини саякових (Thraupidae), відомі як в'юрки Дарвіна. До цих птахів належать товстодзьобі землянчики (Geospiza conirostris), гостродзьобі землянчики (Geospiza difficilis), геновезанські землянчики (Geospiza acutirostris), дарвінські землянчики (Geospiza septentrionalis), великі землянчики (Geospiza magnirostris), середні землянчики (Geospiza fortis), малі землянчики (Geospiza fuliginosa), опунцієві землянчики (Geospiza propinqua), кактусові землянчики (Geospiza scandens), товстодзьобі пінкиси (Platyspiza crassirostris), папугодзьобі пінкиси (Camarhynchus psittacula), великі пінкиси (Camarhynchus pauper), малі пінкиси (Camarhynchus parvulus), кактусові пінкиси (Camarhynchus pallidus), мангрові пінкиси (Camarhynchus heliobates), вохристі комашниці (Certhidea olivacea) та сірі комашниці (Certhidea fusca). Найбільш примітною відмінністю цих видів є будова їхнього дзьоба та спеціалізація у годуванні. Так, дарвінські землянчики (Geospiza septentrionalis), поширені на островах Вульф і Дарвін, також відомі як землянчики-вампіри, тому що вони клюють шкіру насканських та червононогих сул і п'ють їхню кров. Малі землянчики (Geospiza fuliginosa), середні землянчики (Geospiza fortis) та гостродзьобі землянчики (Geospiza difficilis) їдять кліщів, яких вони виймають зі шкіри ігуан та велетенських черепах, а кактусові пінкиси (Camarhynchus pallidus) та мангрові пінкиси (Camarhynchus heliobates) харчуються комахами та личинками, яких вони дістають за допомогою гілочок, використовуючи таким чином прості інструменти. Усі в'юрки Дарвіна спеціалізуються на проживанні у власних оселищах; їхня спеціалізація особливо помітна у періоди обмеження доступності їжі.
Герпетофауна Галапагоських островів нараховує 36 видів ендемічних плазунів. Серед характерних плазунів, поширених на Галапагосах, слід відзначити велетенських галапагоських черепах (Geochelone nigra), які важать понад 300 кг і можуть жити майже 200 років. Ці тварини дали назву архіпелагу: іспанці, які відкрили острови у XVI столітті, назвали їх Галапагоськими або Черепаховими. Наразі існує 12 підвидів галапагоських черепах, з яких 5 підвидів зустрічається на п'яти головних вулканах острова Ісабела. Іншими унікальними плазунами, поширеними в регіоні, є морські ігуани (Amblyrhynchus cristatus), які більшу частину життя проводять в океані, де живляться майже виключно водоростями. У сухих внутрішніх районах островів зустрічаються галапагоські наземні ігуани (Conolophus marthae) — одні з найбільших ящірок світу, які виростають до 1,5 м завдовжки, а також рожеві наземні ігуани (Conolophus marthae) та санта-феські наземні ігуани (Conolophus pallidus). Серед інших плазунів, поширених на Галапагоських островах, слід відзначити десять видів дрібних лавових ігуан з роду Microlophus, дванадцять видів листопалих геконів з роду Phyllodactylus та дев'ять видів галапагоських полозів з роду Pseudalsophis. Амфібії в регіоні відсутні.
Ссавців на Галапагоських островах зустрічається небагато. Ендеміками архіпелагу є чотири види гризунів — галапагоські рисові хом'яки (Aegialomys galapagoensis), малі фернандинські рисові хом'яки (Nesoryzomys fernandinae), великі фернандинські рисові хом'яки (Nesoryzomys narboroughi) та сантьязькі рисові хом'яки (Nesoryzomys swarthi). Раніше на островах регіону також зустрічалися ендемічні велетенські галапагоські пацюки (Megaoryzomys curioi), дарвінські рисові хом'яки (Nesoryzomys darwini) та санта-круські рисові хом'яки (Nesoryzomys indefessus), однак вони вимерли внаслідок конкуренції з інтродукованими чорними пацюками (Rattus rattus). Ймовірно, предки всіх цих гризунів потрапили на Галапагоські острови на плотах з рослинності, яких винесло у відкритий океан. Також на архіпелазі зустрічаються два види комахоїдних кажанів — сірі волохатохвости (Lasiurus cinereus) та південні волохатохвости (Lasiurus blossevillii). На узбережжях регіону зустрічаються лежбища майже ендемічних галапагоських морських левів (Zalophus wollebaeki) та ендемічних галапагоських морських котиків (Arctocephalus galapagoensis).

## Збереження
Основною загрозою для збереження природи екорегіону є поширення інвазивних видів рослин і тварин. Вони загрожують місцевим видам, конкуруючи з ними за середовища проживання, а деякі інтродуковані хижаки полюють на місцевих тварин. Збільшення людського населення в регіоні та посилення транспортних зв'язків між архіпелагом і континентом призводять до появи в регіоні нових інтродукованих видів.
Оцінка 2017 року показала, що 4432 км², або 61 % екорегіону, є заповідними територіями. 97 % території Галапагоського архіпелагу є частиною Галапагоського національного парку, створеного у 1959 році. Доступ до незаселених островів суворо контролюється, а кількість відвідувачів та туристичних маршрутів обмежена владою. Приблизно 170 000 людей відвідують архіпелаг щороку. У 1978 році Галапагоський національний парк був внесений до списку Світової спадщини ЮНЕСКО.